# Sarah Bregendahl
Sarah Bregendahl es una deportista danesa que compitió en vela en la clase Europe. Ganó una medalla de plata en el Campeonato Mundial de Europe de 2005.

## Palmarés internacional
| Campeonato Mundial | Campeonato Mundial     | Campeonato Mundial | Campeonato Mundial |
| Año                | Lugar                  | Medalla            | Clase              |
| ------------------ | ---------------------- | ------------------ | ------------------ |
| 2005               | Copenhague (Dinamarca) | Medalla de plata   | Europe             |